# Ruhestätte Gustav Adolf Pfeiffer

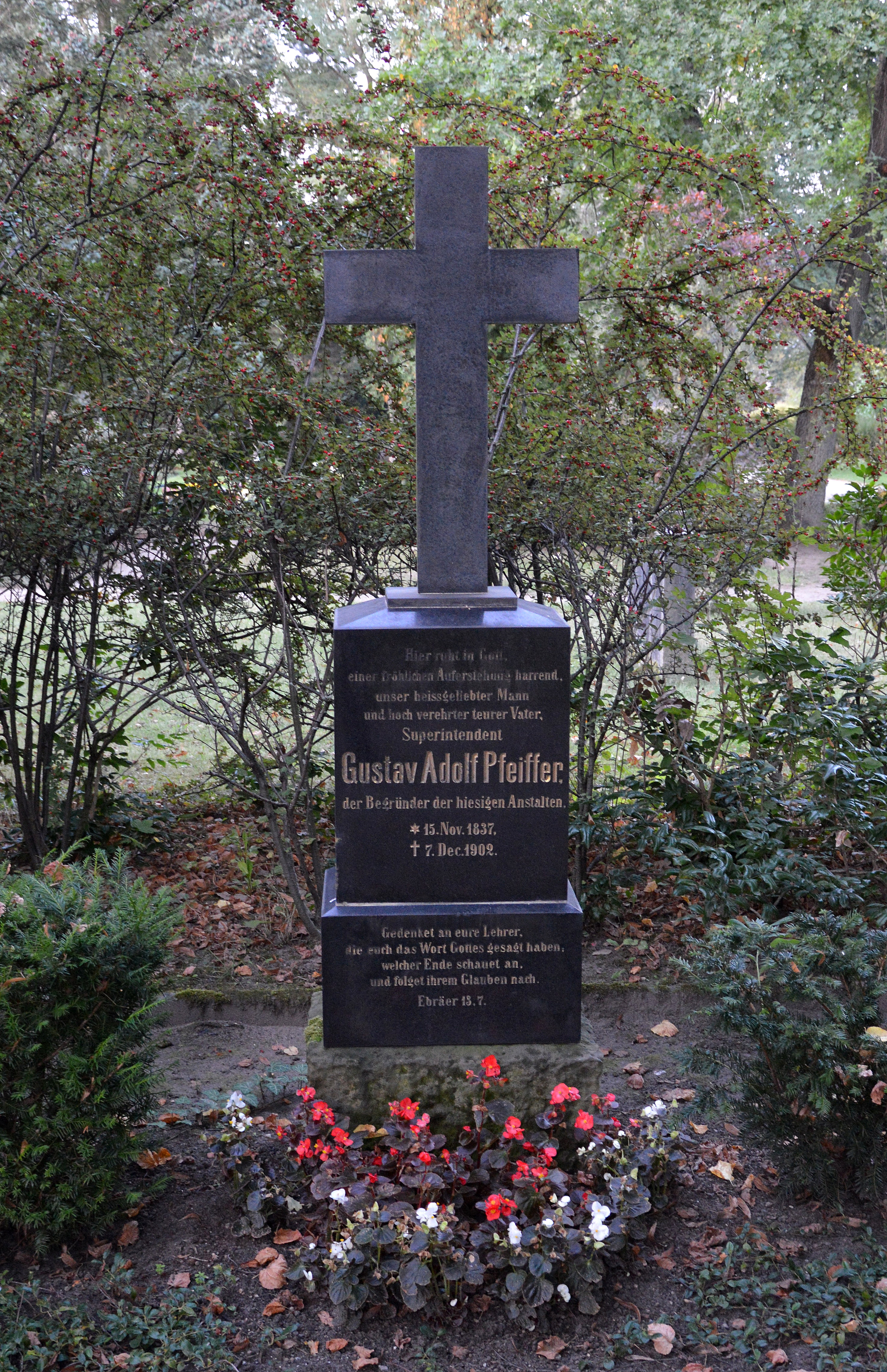
Grabstätte von Gustav Adolf Pfeiffer

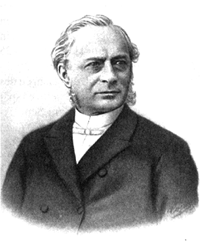
Gustav Adolf Pfeiffer

Die Ruhestätte Gustav Adolf Pfeiffer ist die denkmalgeschützte Grabstätte des Begründers der Pfeifferschen Stiftungen Gustav Adolf Pfeiffer auf dem Ostfriedhof Magdeburg im Magdeburger Stadtteil Cracau.

## Lage
Sie befindet sich nördlich des den Friedhof von Westen nach Osten durchziehenden Hauptwegs im Zentrum des Friedhofs, nordwestlich der Friedhofskapelle des Ostfriedhofs.

## Gestaltung
Das polierte steinerne schwarze Grabmal besteht aus einem hohen, gestuften Sockel, auf dem ein großes steinernes Kreuz steht. Während das Kreuz unbeschriftet ist befindet sich auf dem Sockel die Inschrift:
Hier ruht in Gott,

einer fröhlichen Auferstehung harrend,

unser heissgeliebter Mann

und hoch verehrter teurer Vater,

Superintendent

Gustav Adolf Pfeiffer,

der Begründer der hiesigen Anstalten.
* 15. Nov. 1837,

† 7. Dec. 1902.
Darunter, am untersten Teil des schwarzen Sockels befindet sich als weitere Inschrift der Text:
Gedenket an eure Lehrer,

die euch das Wort Gottes gesagt haben,

welcher Ende schauet an,

und folget ihrem Glauben nach.
Ebräer 13.7.
Das für den für die Geschichte des regionalen Sozialwesens wichtigen Gustav Adolf Pfeiffer gesetzte Grabmal gilt als bedeutend für die Orts- und Sozialgeschichte.
Im örtlichen Denkmalverzeichnis ist die Grabstätte unter der Erfassungsnummer 094 71426 als Baudenkmal verzeichnet.